# New Forest
La New Forest è una zona verde attrezzata a parco nell'Hampshire, a sud dell'Inghilterra, non lontana da Lyndhurst.

## Storia
Il nome, che significa letteralmente "foresta nuova", risale all'XI secolo, quando la zona fu destinata a riserva reale di caccia. Fu chiamata Foresta Nova. in quanto oggetto di una riforestazione decisa intorno al 1080 da Guglielmo il Conquistatore, che fece, a questo fine, demolire interi villaggi e ne allontanò tutta la popolazione. La nuova area forestale sarebbe divenuta poi, tra i nobili normanni, meta di caccia molto popolare. Nel giro di pochi anni fu teatro delle violente e misteriose morti di ben tre membri della casa reale inglese: quella del principe Riccardo di Normandia nel 1081, di un nipote illegittimo anch'egli di nome Riccardo nel 1099 e, infine, dello stesso re Guglielmo II nel 1100.
All'epoca il termine "New Forest" non designava esclusivamente un'area boschiva, bensì un territorio di caccia soggetto alla Forest Law. 
Anche oggi la superficie a bosco è meno della metà dell'intera New Forest; il resto del territorio è rappresentato da pascoli, prati di erica e di felci, zone umide, aree abitate e coste.
Nel 2005 la zona è diventata parco nazionale, con la denominazione New Forest National Park..
Il New Forest pony si sviluppò originariamente in questa zona.